# カタジナ・ボレク
カタジナ・ボレク（ポーランド語: Katarzyna Borek）は、ポーランドのピアニスト。

## 略歴
ポーランド北部バルト海に面するプックに生まれ、6歳で母親の薦めで地元の音楽学校にてピアノ、ヴァイオリンを習い始める。
その後グディニャの公立音楽学校を経てグダニスクのフレデリック・ショパン音楽学校で学び1999年に優等で卒業。
さらにポーランドのブィドゴシュチュ音楽アカデミーにて研究を続けたのち、文化芸術省とベルギーの行政庁から奨学金を得て、ブリュッセル王立音楽院（フラマン）に留学し2007年に優等で卒業している。
国内外でコンサートピアニストとして演奏活動、コンクールに出場し受賞するとともに、これまでに録音作品を幾つかリリースしている。
初期にはイグナツィ・ヤン・パデレフスキのピアノ曲集、最近ではクラシックに留まらず、現代音楽、電子音楽にアプローチしており、フェンダー・ローズピアノをフィーチャしたコラボレーション作、アンビエント・ミュージックを趣向した著名な作曲家にオマージュを捧げた自作曲集を発表している。

## 録音作品
Katarzyna Borek
- Paderewski – works for piano solo, 2011
- Space in Between, 2016

Katarzyna Borek/Piotr Anderszewski
- Boznańska: Collection of the National Museum in Warsaw, Warner Classics Poland, 2015

Katarzyna Borek & Vojto Monteur
- Tempus Fantasy, Warner Classic Poland, 2014

Kids of Cherno
- No Mercy No Pharmacy, 2018